# Cis levettei
Cis levettei es una especie de coleóptero de la familia Ciidae.

## Distribución geográfica
Habita en el Norte y este de América del Norte.